# Gay Krant
De Gay Krant was van 1980 tot 2013 een maandelijks verschijnend Nederlands tijdschrift voor homoseksuelen, lesbiennes en biseksuelen. Het tijdschrift werd uitgegeven door de Best Publishing Group onder leiding van Henk Krol.
Na een faillissement in 2013 werd het tijdschrift overgenomen door de bedrijven achter de andere homomedia Winq, Gay.nl en OUTtv. De Gay Krant verscheen toen eerst als gecombineerde uitgave met homoglossy Winq onder de naam Winq|Gaykrant, maar na een half jaar verviel de toevoeging Gaykrant en tegenwoordig heet het tijdschrift Winq zonder meer.
In augustus 2017 werd de Gaykrant opnieuw gelanceerd, ditmaal echter alleen als online platform bestaande uit een website en bijbehorende sociale media.

## Ontstaan en ontwikkeling

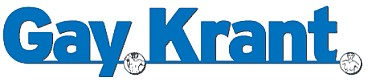
Het oude logo van de Gay Krant, dat tot 2007 gebruikt werd

Gay Krant ontstond als grap voor de Eindhovense gaybar Du Masher en werd uitgegeven door Henk Krol en diens toenmalige partner Joop Boonstra (1949-2022). De grap sloeg aan, waarna een stormachtige groei aanbrak. Gay Krant werd in 1987 een professionele organisatie en vestigde zich in het Noord-Brabantse Best. De uitgave bestreek zowel Nederland als Vlaanderen en werd uitgegeven door de Best Publishing Group. De oplage groeide door naar circa 30.000.
Qua verschijningsvorm is er veel veranderd. Begonnen als A5-krantje verscheen Gay Krant vanaf 1982 op tabloidformaat. In 2000 werd omgeschakeld naar een A4-formaat. In 2007 verschijnt het blad als GK Magazine met een glossy uitstraling, maar begin 2010 werd weer teruggekeerd naar het grotere tabloidformaat. Vanaf medio 2012 was de Gay Krant niet meer in de losse verkoop verkrijgbaar, omdat steeds meer mensen hem digitaal via een tablet-pc lazen.
De redactie was in de jaren tachtig en negentig vooral strijdbaar en gold als bindmiddel voor de snel volwassen wordende homowereld. Gay Krant was het eerste blad in Nederland dat voorlichting gaf over aids. Na de politieke verworvenheden is het accent meer komen te liggen op zaken als achtergrondreportages, advertorials, cultuur, reizen en trends.
Vanaf de oprichting was Henk Krol de hoofdredacteur van de Gay Krant. Hij legde deze functie neer nadat hij op 12 september 2012 voor de partij 50PLUS in de Tweede Kamer was gekozen. Arjan Broekhuizen was tussen 1980 en 1989 eindredacteur. Tussen 1990 en 2005 was dat Hans van Velde. Sinds 2005 was Adri van Esch eindredacteur. Bekende columnisten waren onder meer Marjan Berk, Boris Dittrich, Cees van der Pluijm en prof. dr. Rob Tielman.

### Faillissement en doorstart
In maart 2013, na 676 edities, werd door hoofdredacteur, directeur en enig aandeelhouder Henk Krol het faillissement van de Best Publishing Group aangevraagd en kwam de Gay Krant tijdelijk niet meer uit.
De mediabedrijven Winq Media (van de gelijknamige glossy), Gay Group (van onder meer de website Gay.nl) en televisiezender OUTtv namen vervolgens de Gay Krant en de bijbehorende website over voor in totaal 26.500,- euro, inclusief de domeinnamen, handelsnamen, adverteerders, uitgeefrechten en abonnees.

## Stichting Vrienden van de Gay Krant
Naast de Gay Krant was er een Stichting Vrienden van de Gay Krant (SVGK), nu in liquidatie, die in 1983 werd opgericht door Henk Krol, onder beschermheerschap van oud-minister W.J. Geertsema. Deze stichting hield zich vooral bezig met de emancipatie van homoseksuele mannen en lesbische vrouwen in de Nederlandse samenleving. Zo streed de stichting 16 jaar lang vrijwel op eigen kracht voor openstelling van het Burgerlijk Huwelijk voor paren van hetzelfde geslacht, het zogeheten homohuwelijk, dat per 1 april 2001 gerealiseerd werd. Naast Henk Krol was ook jurist Jan Wolter Wabeke hierachter een belangrijke drijvende kracht.
Naar aanleiding van signalen heeft de Auditdienst Rijk een review uitgevoerd van de goedkeurende accountantsverklaring inzake een projectsubsidie van € 206.833 die het ministerie van OCW heeft verstrekt aan de stichting voor het project “Opstart digitale ontmoetingsplaats minderjarige homoseksuele jongeren 2008—2012". Op basis van de voorlopige bevindingen en een gesprek daarover met de accountant van de stichting, Ton Timmerman (SAB Accountants), heeft deze de goedkeurende controleverklaring ingetrokken omdat hem bij nadere bestudering is gebleken dat de aanwezige verantwoordingsstukken ontoereikend zijn voor het afgeven daarvan. De minister van OCW heeft daarop wegens het niet (meer) voldaan zijn aan de subsidievoorwaarden de projectsubsidie herzien en op nihil vastgesteld, en het bedrag teruggevorderd. Het vermogen van de stichting in liquidatie was vrijwel nihil, en is hiermee dus negatief geworden.
De drie vereffenaren stellen, zowel namens de stichting in liquidatie als privé, Henk Krol als voormalige voorzitter persoonlijk op basis van bestuurdersaansprakelijkheid ervoor aansprakelijk dat de stichting onder zijn bestuur zich inderdaad niet aan de subsidievoorwaarden heeft gehouden, of anders in ieder geval dat hij te weinig administratieve stukken aan hen heeft overgedragen om zich tegen de terugvordering te kunnen verweren. Ze hebben conservatoir beslag gelegd op twee woningen van Krol en hem vervolgens gedagvaard. Ze hebben geen gelijk gekregen.
De drie vereffenaren hebben, zowel namens de stichting in liquidatie als privé, ook aangifte gedaan van oplichting, valsheid in geschrifte en verduistering met betrekking tot subsidies en donaties, die gepleegd zouden zijn door Krol en zijn inmiddels overleden vader (toentertijd medebestuurslid). Ook hebben zij daarbij aangifte gedaan tegen de betreffende accountant van medeplichtigheid, en tegen nader te bepalen ambtenaren van ambtsmisdrijven zoals het behulpzaam zijn bij verduistering van publieke gelden. Het OM heeft dit onderzocht, dit heeft geen verdenking van Krol opgeleverd.

## Mr. Gay Krantverkiezing
In december 1979 (of 1980) begon de Gay Krant met een lezerswedstrijd waarbij een "Glamour Boy" gekozen kon worden uit een reeks knappe jongens. Iedereen mocht als model meedoen, zowel homo's als hetero's. De winnaar mocht een jaar lang de titel Mr. Gay Krant voeren. Na 25 jaar vond de redactie deze "vleeskeuring" niet meer zo passen bij de serieuze uitstraling van het blad en werd de Mr. Gay Krantverkiezing, die in 2005 voor het laatst gehouden was, opgeheven. Het idee werd prompt overgenomen door de homowebsite Gay.nl, die van 2006 t/m 2015 een op vergelijkbare leest geschoeide Mister Gay Netherlands-verkiezing organiseerde.

## Gay Krant Award
De Gay Krant Award was een prijs die van 1992 t/m 2006 elke vier jaar werd uitgereikt aan diegenen die zich volgens de lezers van de Gay Krant hadden ingezet voor de homo-emancipatie. De prijs bestond onder andere uit een beeldje van de hand van Hans van Eerd. Met de instelling van de Jos Brink-prijs in 2008 achtte de Gay Krant zijn prijs niet meer nodig.
- 1988 - Jos Brink & Frank Sanders
- 1992 - Frans Stello & Gerard Kuipers
- 1996 - Jan van Kilsdonk
- 2000 - Paul de Leeuw
- 2004 - Boris Dittrich
- 2006 - Will Ferdy